# China-Mittel-Ost-Europa-Gipfel
Die China-Mittel-Ost-Europa-Gipfel – seit 2022 auch 14+1-Gipfel, ursprünglich und 2021–22 wieder 16+1-Gipfel und 2019–21 17+1-Gipfel genannt – sind jährlich stattfindende Treffen des chinesischen Ministerpräsidenten mit Vertretern mittel- und osteuropäischer Länder. Für letztere nahmen anfänglich deren Regierungschefs teil. Bei späteren Treffen und nachlassendem Interesse entsandte ein Teil der mittel- und osteuropäischen Länder nur noch protokollarisch niederrangige Minister. Die Gipfeltreffen sollen die geschäftlichen Beziehungen ausbauen und Investitionsmöglichkeiten für chinesische Unternehmen erschließen.
Diese Treffen finden im Rahmen der 2012 in Budapest gegründeten Kooperation zwischen China und mittel- und osteuropäischen Ländern (englisch Cooperation between China and Central and Eastern European Countries, verkürzt China-CEEC oder ursprünglich 16+1) statt, einer Initiative der chinesischen Regierung.
Das 14+1-Sekretariat ist in Peking, dazu kommen „Nationalkoordinatoren“ („national coordinators“) in jedem der Partnerländer Mittel-/Osteuropas. Generalsekretär ist der stellvertretende chinesische Außenminister Qin Gang.

## Teilnehmerstaaten
Die Teilnehmerstaaten aus Mittel-/Osteuropa sind (Stand August 2022):
| Albanien Bosnien und Herzegowina Bulgarien Griechenland Kroatien | Nordmazedonien Montenegro Polen Rumänien Serbien | Slowakei Slowenien Tschechien Ungarn |

Die Teilnehmerstaaten aus Mittel-/Osteuropa waren:
| Estland (bis 2022) Lettland (bis 2022) Litauen (bis 2021) |

## Geschichte
Als Motiv Chinas für die strategische Partnerschaft mit den Mittel- und osteuropäische Ländern (MOEL) werden wirtschaftliche Gründe sowie die gemeinsame kommunistische Vergangenheit ins Treffen geführt. Insbesondere sollen dadurch jedoch Projekte gefördert werden, die im Zuge der 2013 von China ins Leben gerufenen „One Belt, One Road“-Strategie („Neue Seidenstraße“) dem Ausbau des Handels mit Europa dienen sollen. Seit 2012 besteht im chinesischen Außenministerium ein spezielles Sekretariat für die Kooperation mit der MOEL-Region.
Bereits 2011 fand ein mehrtägiges, bilaterales, Treffen zwischen dem ungarischen Premier Orban und dem chinesischen Premier Jiabao statt, bei dem Ungarn wirtschaftliche Unterstützung wie der Kauf von Staatsanleihen und Investitionen zugesichert wurden. Außerdem wurde wenig später die Übernahme des ungarischen Chemieunternehmens BorsodChem durch die chinesische Wanhua Industrial Group beschlossen.
- Warschau, 26. April 2012 – Beim ersten Gipfel wurde vom chinesischen Ministerpräsidenten Wen Jiabao die Bereitstellung einer Kreditlinie über 10 Milliarden US-Dollar und ein Investitionsfonds über 500 Millionen Dollar angekündigt. Ziel sei es, den Warenaustausch mit der Region bis 2015 auf 100 Mrd. Dollar anzukurbeln. Bereits von 2000 bis 2010 war das Handelsvolumen dieser Staaten mit China von 3 auf 40 Milliarden angestiegen.[9] Am Gipfel nahmen über 750 Unternehmen, davon 300 aus China, teil.[11] Ebenfalls 2012 wurde erstmals ein polnisches Staatsunternehmen an einen chinesischen Investor verkauft: Die Baumaschinensparte der Huta Stalowa Wola an die LiuGong Machinery für rund 67,3 Mio. Euro.[12] Bereits 2009 versuchte sich die China Overseas Engineering Group (COVEC) an einem Autobahn-Projekt in Polen, das nach rechtlichen Auseinandersetzungen jedoch fallen gelassen wurde.[13]

- Bukarest, 26.–27. November 2013 – Neben den Regierungschefs der teilnehmenden Staaten waren auch rund 1.000 Unternehmen (davon 300 aus China) anwesend.[9] Mit dem chinesischen Ministerpräsidenten Li Keqiang war erstmals seit 19 Jahren wieder ein chinesischer Regierungschef in Rumänien. In Rumänien wurden Abkommen über Investitionen im Energiesektor sowie Erleichterungen für Lebensmittelexporte nach China beschlossen.[14]

- Belgrad, 16.–17. Dezember 2014 – Bis 2013 hatte China bereits zwei Milliarden Euro in Serbien investiert – die Donau-Brücke in Belgrad wurde 2014 fertiggestellt – nun wurde auch die bereits im Vorjahr angekündigte und mit 1,5 Mrd. Euro veranschlagte Modernisierung der Bahnstrecke Budapest–Belgrad beschlossen, die 2017 beendet sein sollte. Mit Montenegro wurde der Bau einer Autobahn Richtung Norden beschlossen (690 Mio. Euro), mit Mazedonien der Bau einer Autobahn zwischen Kicevo und Ohrid (375 Mio. Euro), die größte Investition in die Infrastruktur seit 50 Jahren laut dem damaligen Regierungschef Nikola Gruevski. Auch für Investitionen im serbischen Energiesektor wurden über 600 Mio. Dollar an Krediten durch die China Exim-Bank bereitgestellt. Die Kredite stammen stets von chinesischen Banken und die Einbindung lokaler Unternehmen als Subunternehmer ist gering. Zusätzlich wurde eine neue Kreditlinie über drei Mrd. Dollar angekündigt – von den bisherigen 10 Mrd. waren nur noch 1,7 Mrd. Dollar übrig.[15]

- Suzhou, 23.–27. November 2015 – Vom vierten Gipfel, dieses Mal eine ganze Woche in China, war in europäische Medien kaum etwas zu lesen.[16] Das Handelsvolumen Chinas mit den 16 osteuropäischen Staaten ist bis dahin auf rund 70 Milliarden Dollar angewachsen und 80 % der angekündigten Projekte der Vorjahre seien bereits angelaufen.[16] In diesem Jahr trat China der Europäischen Bank für Wiederaufbau und Entwicklung (EBRD) bei, deren Zweck die Transformation der ehemals sowjetischen Staaten Osteuropas in das marktwirtschaftliche System ist.[17]

- Riga, 5.–6. November 2016 – Rund 600 Wirtschaftsvertreter, davon 250 aus China, nahmen am parallel stattfindenden Wirtschaftsforum teil. Die staatliche Industrial and Commercial Bank of China (ICBC) kündigte einen „Sino-CEE“-Fonds über zehn Milliarden Dollar für weitere Investitionen an.[18]

- Budapest, 27. November 2017 – Erneut wurde der Investitionsrahmen um weitere drei Milliarden US-Dollar ausgedehnt, dieses Mal bereitgestellt von der China Development Bank (CDB). Auch das Bahnprojekt Budapest–Belgrad war wieder Thema, wofür ein Kredit unterzeichnet wurde. Die Gesamtkosten wurden nun mit 2,1 Milliarden Dollar beziffert und die Eröffnung auf 2023 verschoben. Neu ist hingegen das 31 Kilometer lange und 450 Mio. Euro teure Autobahnprojekt zwischen Preljina und Požega (als Teil der Autoput A2) in Serbien, das von der China Communications Construction Company (CCCC) umgesetzt werden soll.[19]

- Sofia, 6.–7. Juli 2018 – Rund 1.000 Unternehmen waren vertreten.

17+1
- Dubrovnik, 11.–12. April 2019 – In diesem Jahr erreichte das Investitionsvolumen Chinas in Serbien 10 Milliarden Dollar. Mit dem Betritt Griechenlands, vertreten durch Alexis Tsipras, wurde das 16+1 Format auf 17+1 erweitert.[20]

16+1
- Im März 2021 berichtete das Litauische Nationale Radio und Fernsehen (LRT), dass das litauische Parlament im Februar beschlossen habe, das 17+1-Format mit China zu verlassen. Außenminister Gabrielius Landsbergis sagte, die Zusammenarbeit zwischen Peking und Litauen habe „fast keinen Mehrwert“ gebracht. Es wurde auch berichtet, dass Litauen ein Handelsvertretungsbüro in Taiwan eröffnen werde, um die Beziehungen zu dem Inselstaat zu stärken[21].

14+1
- Im August 2022 verließen Estland und Lettland das Dialogformat.[2]

## Ergebnisse
Seit 2019 findet zweijährlich die Messe China-CEEC Expo in der Millionenstadt Ningbo statt. Unter den Ausstellern befinden sich 3000 europäische Unternehmen. Ningbo ist eine Made in China 2025-Pilotstadt.